# Abrahamsby
Abrahamsby is een plaats in de gemeente Norrtälje in het landschap Uppland en de provincie Stockholms län in Zweden. De plaats heeft 76 inwoners (2005) en een oppervlakte van 44 hectare. De plaats ligt vlak aan het meer Ubby-Långsjön en wordt voornamelijk omringd door bos. De plaats heeft het laatste station aan lijn 646 van Storstockholms Lokaltrafik, deze buslijn begint in Rimbo.